# Bruno D'Alfonso
Bruno D'Alfonso, conosciuto anche con l'acronimo BDA (Roma, 2 agosto 1953 – Roma, 7 novembre 2012), è stato un fumettista italiano.

## Carriera
Inizia l'attività professionale sul quotidiano romano Paese Sera, e successivamente collabora coi settimanali Il Mondo e La Domenica del Corriere.
Nel 1982 entra a far parte della redazione di Linus, per cui ideerà nel 1984 il personaggio di Ciacci, collaborando con Francesco Cascioli.
Tra il 1992 e il 1997 assieme a Dino Manetta ha illustrato il diario scolastico Amico!:. Le strisce sono state successivamente raccolte in un libro omonimo. Ha anche collaborato con Smemoranda
Nel 2006 è stato coinvolto nel progetto Satiroffida, nel comune di Offida, in cui insegnava ai partecipanti come disegnare una vignetta satirica.
Muore il 7 novembre 2012.
Nel 2013 Il Centro Antartide, con cui aveva collaborato realizzando vignette su temi ambientali e sul risparmio idrico, realizza su di lui una mostra antologica.

## Pubblicazioni
- L'anno dei gessetti maledetti - Rizzoli Editore Milano, 1994